# The Dead
The Dead (br: Os Vivos e os Mortos / pt: Gente de Dublin) é um filme britânico e estadunidense de 1987 dirigido por John Huston e estrelado por sua filha Anjelica Huston. É uma adaptação do conto de mesmo nome do livro Dublinenses, de James Joyce. The Dead foi o último filme que Hudson dirigiu, e foi liberado postumamente.

## Sinopse
O filme tem lugar no início do século XX, a cidade de Dublin celebra o Dia dos Reis em meio à neve. A história se concentra sobre o acadêmico Gabriel Conroy e sua esposa Gretta Conroy, que lhe conta as memórias de um falecido amante.

## Elenco
- Anjelica Huston .... Gretta Conroy
- Donal McCann .... Gabriel Conroy
- Dan O'Herlihy .... Sr. Browne
- Donal Donnelly .... Freddy Malins
- Helena Carroll .... Kate Morgan
- Cathleen Delany .... Julia Morgan
- Ingrid Craigie .... Mary Jane
- Rachael Dowling .... Lily
- Marie Kean .... Sra. Malins
- Frank Patterson .... Bartell D'Arcy
- Maria McDermottroe .... Molly Ivors
- Sean McClory .... Sr. Grace
- Kate O'Toole .... Srta. Furlong
- Maria Hayden .... Srta. O'Callaghan

## Principais prêmios e indicações
Oscar
- Recebeu duas indicações, nas categorias de Melhor Roteiro Adaptado e Melhor Figurino.

Independent Spirit Awards
- Venceu nas categorias de Melhor Diretor e Melhor Atriz Coadjuvante (Anjelica Huston).
- Indicado nas categorias de Melhor Roteiro e Melhor Fotografia.

Prêmio Bodil
- Ganhou o Prêmio Bodil de "Filmes Não-Europeus".